# Толкачи (Житомирская область)
Толкачи (укр. Товкачі) — село на Украине, основано в 1879 году, находится в Овручском районе Житомирской области. Относится к Гладковичскому сельскому совету.
Код КОАТУУ — 1824281907. Население по переписи 2001 года составляет 324 человека. Почтовый индекс — 11101. Телефонный код — 4148. Занимает площадь 1,65 км².

## Адрес местного совета
11115, Житомирская область, Овручский р-н, с. Гладковичи